# Miquel de Torrelles i Sentmenat
Miguel de Torrelles i Sentmenat fou Gran Prior de l'Orde de Sant Joan de Jerusalem.
Va dirigir la Coronela de Barcelona durant la Batalla de Montjuïc de la Guerra dels Segadors el 1641.
El 27 de maig de 1645, va vendre el Castell de la Roca i les seves possessions a la comunitat de preveres de Santa Maria del Mar i la baronia d'Eramprunyà al canonge d'Urgell Jaume de Copons i de Tamarit qui en va fer donació al seu germà Ramon.